# والنتین آنتوف
والنتین آنتوف (بلغاری: Валентин Ивайлов Антов؛ زادهٔ ۹ نوامبر ۲۰۰۰) بازیکن فوتبال اهل بلغارستان است.
از باشگاه‌هایی که در آن بازی کرده است می‌توان به باشگاه فوتبال زسکا صوفیه اشاره کرد.
وی همچنین در تیم‌های ملی فوتبال  زیر ۲۱ سال بلغارستان، و بلغارستان بازی کرده است.